# Börsvärde
Börsvärdet för ett bolag är det totala kursvärdet för alla aktier. Börsvärdet är lika med kursen för en aktie i bolaget multiplicerat med det totala antalet aktier i bolaget.